# كأس روسيا البيضاء 2018–19
كأس روسيا البيضاء 2018–19 هو الموسم 28 من كأس روسيا البيضاء. أقيم خلال الفترة 12 مايو 2018 وحتى 26 مايو 2019، وأشرف على تنظيمه اتحاد روسيا البيضاء لكرة القدم، وكان عدد الأندية المشاركة فيه 50، وفاز فيه شاختيور سوليجورسك.